# Neptunia
Neptunia ist ein Badeort im Süden Uruguays. 

## Geographie
Er befindet sich am Río de la Plata sowie dem Arroyo Pando im Departamento Canelones östlich der Landeshauptstadt Montevideo an der Costa de Oro. An Neptunia unmittelbar angrenzend liegt östlich Pinamar-Pinepark. Durch den Badeort führt die Ruta Interbalnearia.

## Einwohner
Neptunia hat 4.774 Einwohner (Stand: 2011) und weist damit in den letzten Jahren eine starke Bevölkerungszunahme auf. 15 Jahre zuvor wurden noch lediglich 2050 Einwohner registriert.
| Jahr | Einwohner |
| ---- | --------- |
| 1963 | 74        |
| 1975 | 368       |
| 1985 | 743       |
| 1996 | 2.050     |
| 2004 | 3.554     |
| 2011 | 4.774     |

Quelle: Instituto Nacional de Estadística de Uruguay